# Voedsel van de toekomst

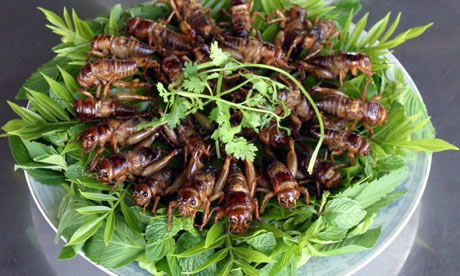
Gefrituurde krekels

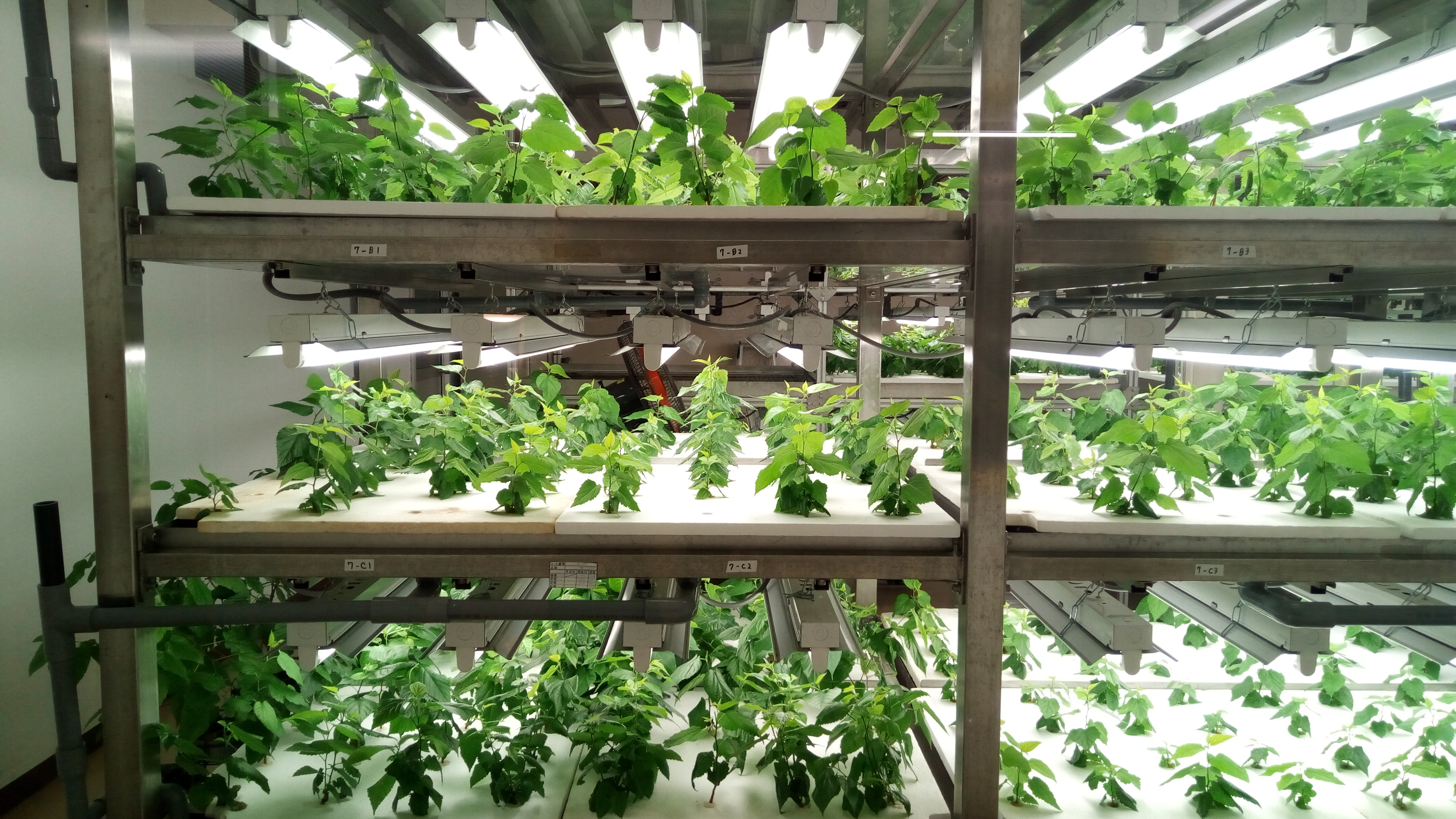
Hydrocultuur

Voedsel van de toekomst (Engels: Food of the future) verwijst naar voedingsbronnen die niet of nauwelijks deel uitmaken van de eetcultuur, maar die de potentie hebben een duurzaam alternatief te zijn voor conventionele voedselbronnen en waarvan verwacht wordt dat ze deze in de (nabije) toekomst gaan vervangen. Hierbij gaat het onder meer om alternatieve natuurlijke voedingsbronnen als eetbare insecten en zeewier, maar ook om artificieel vervaardigd vlees en groenten die door middel van hydrocultuur worden geproduceerd.

## Achtergrond
Het belang van voedsel van de toekomst volgt uit de problemen die met conventionele voedselbronnen als rundvlees en graan alsook de erop volgende verwerkingsprocessen gepaard gaan. Zo blijkt dat in de nabije toekomst landbouwgrond ondanks moderne technologieën als monocultuur niet meer voldoende zal zijn om de almaar groeiende wereldbevolking te voeden. Ook biologische landbouw is in dat opzicht geen duurzame oplossing.
De energie- en waterbehoefte die met de productie en verwerking van conventioneel voedsel gepaard gaat, is in het licht van groeiende schaarste van fossiele energiebronnen, water en andere grondstoffen eveneens een groeiende punt van zorg. Voorts heeft de productie van diverse voedselbronnen een stevige impact op klimaatverandering. Runderen bijvoorbeeld hebben door boeren en winden van methaangas een grote impact hebben op het broeikaseffect.

## Voorbeeld: eetbare slakken
Slakkenvlees is qua voedingswaarde (proteïne, mineralen en omega-vetzuren) een gelijkwaardig, zo niet beter alternatief voor conventionele producten als rundvlees, kip en vis. In marketingtermen wordt het dan ook wel een superfood genoemd. Daar bovenop komt dat het milieueffect van slakkenkweek van boer tot bord (farm-to-fork) in het niets valt met de productie van conventionele vleesproducten, in het bijzonder de productie van rundvlees. Escargot is daarom een typisch voorbeeld van voedsel van de toekomst. De potentie hiervan wordt gezocht door slakkenkwekers als de Nederlandse Slow Escargots en de Oostenrijkse Gugumuck, die hun kweektechnieken hierop ingesteld hebben.
Hieronder de milieu-effecten van de productie van een kilo escargot in vergelijking met die van de productie van een kilo rundvlees.
Kweek
Slakken worden met een biomassa van 2,5 tot 5 kg/m2 gecultiveerd. De dieren zijn volgroeid en dus klaar voor de slacht in 6 tot 12 maanden. Voor de productie van een slachtrijpe koe van 720 kg wordt 2 acres als minimum ruimtebehoefte beschouwd. Dit dier is volgroeid en dus slachtrijp in 18 tot 24 maanden. Hieruit volgt dat er jaarlijks per hectare gemiddeld ruim 30 ton slakkenvlees geproduceerd kan worden, tegenover 600 kilogram rundvlees. De jaarlijkse oogst aan slakkenvlees over een gegeven stuk land ligt dus vijftig keer hoger dan rundvlees. In andere woorden, om dezelfde hoeveelheid vlees te produceren is voor rundvee vijftig keer zo veel land nodig.
Het is een bekend feit dat grootvee-industrie een van de grootste bijdragers is aan het broeikaseffect. Zo wordt over de levenscyclus van een slachtkoe per kilogram vlees ca. 221 kg CO2eq aan broeikasgassen uitgestoten. Voor de kweek van een kilo slakkenvlees daarentegen komt 0,64 kg CO2eq per kilogram vlees vrij. Dit is met een factor 345 slechts een fractie van voorgenoemde uitstoot.
Hoewel de slak dagelijks water nodig heeft, is de absolute hoeveelheid water over een levenscyclus door bemisting en druppelsgewijze toevoer relatief laag. Per vierkante meter wordt in de openlucht gerekend op dagelijks 1,5 tot 5 liter water per vierkante meter waterverbruik, hetgeen minder is in regenachtige weersomstandigheden en bij indoorkweek waar het vocht niet zo snel in de atmosfeer verloren gaat. Dit komt neer op tussen 50 en 150 liter water per kilogram geproduceerd vlees. Dit is ruim honderd keer zo weinig dan de waterbehoefte bij rundvlees, waar voor de productie van een kilogram vlees 16 ton water nodig is.
De voederconversie-factor (FCR) geeft aan hoeveel voedsel nodig is om een kilo vlees te kweken. De waarde is een indicatie van niet alleen de kosten die met voederen gepaard gaan, maar ook de hoeveel grondstoffen en energie die er extra in de kweek van een dier gestopt moet worden om tot een slachtrijp product te komen. De FCR van de slak is met een waarde van tussen 1,0 (in geval van mengvoeders) en 2,0 (in geval van vers voer) bijzonder laag. Het is minstens vier keer zo laag als de FCR van runderen, welke minimaal 8,0 is en tot 16 op kan lopen.
Verwerking
Hoewel bovenstaande cijfers vanuit milieukundig oogpunt zeer gunstig zijn voor de slakkenkweek, dienen ze enigszins gecorrigeerd worden met verliezen die tijdens de verwerking plaatsvinden. Door kook en verwijdering van het huisje, blijft slechts 25% van het oorspronkelijke gewicht over. In dat opzicht is rundvlees rendabeler: van een koe blijft na verwerking van het dier (verwijdering botten, ingewanden, huid) 60% van het gewicht aan eetbaar vlees over. Dat is 2,4 keer meer vlees per kilogram levend dier.
Totale milieueffecten
Om dezelfde hoeveelheid escargotvlees als rundvlees te verkrijgen, moet de slakkenkweek dus met een factor van een kleine tweeënhalf opgeschroefd worden. Het verschil in milieueffecten blijft desalniettemin groot: de productie van rundvlees heeft dan nog altijd een 140 keer grotere koolstofvoetafdruk; vereist 40 keer meer waterverbruik; heeft een driemaal zo hoge voederconversie en behoeft 16 keer meer land.